# Мережевий інвертор

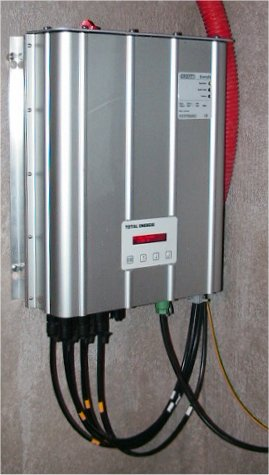
Інвертор для приєднання сонячної панелі до мережі

Мережевий інвертор перетворює постійний струм (DC) у змінний струм (AC), придатний для введення в електричну мережу, за тієї самої напруги та частоти цієї електромережі. Мережеві інвертори використовуються між місцевими джерелами електроенергії: сонячними панелями, вітровими турбінами, гідроелектростанціями та мережею.
Щоб ефективно та безпечно подавати електроенергію в мережу, мережеві інвертори повинні точно відповідати напрузі, частоті та фазі синусоїдальної хвилі мережі змінного струму.

## Функціонування
Мережеві інвертори перетворюють електроенергію постійного струму в енергію змінного струму, придатну для введення в мережу електричної компанії. Мережевий інвертор повинен відповідати фазі мережі та підтримувати вихідну напругу трохи вище напруги мережі в будь-який момент. Інвертор має внутрішній комп'ютер, який визначає поточну форму сигналу мережі змінного струму та видає напругу, яка відповідає мережі. Однак подача реактивної потужності в мережу може знадобитися, щоб підтримувати напругу в місцевій мережі в допустимих межах.
Мережеві інвертори не мають власного механізму створення синусоїдального сигналу, тому можуть працювати лише за наявності зовнішнього живлення. Цим вони відрізняються від гібридних інверторів, які здатні живити навантаження і в умовах відсутності зовнішнього живлення.
Мережеві інвертори розроблені для швидкого відключення від мережі, якщо енергосистема виходить з ладу. У Сполучених Штатах існує вимога NEC, згідно з якою у разі відключення електроенергії мережевий інвертор вимикається, щоб запобігти шкоді електроенергії, яку він генерує, людям, які ремонтують мережу.

## Типи

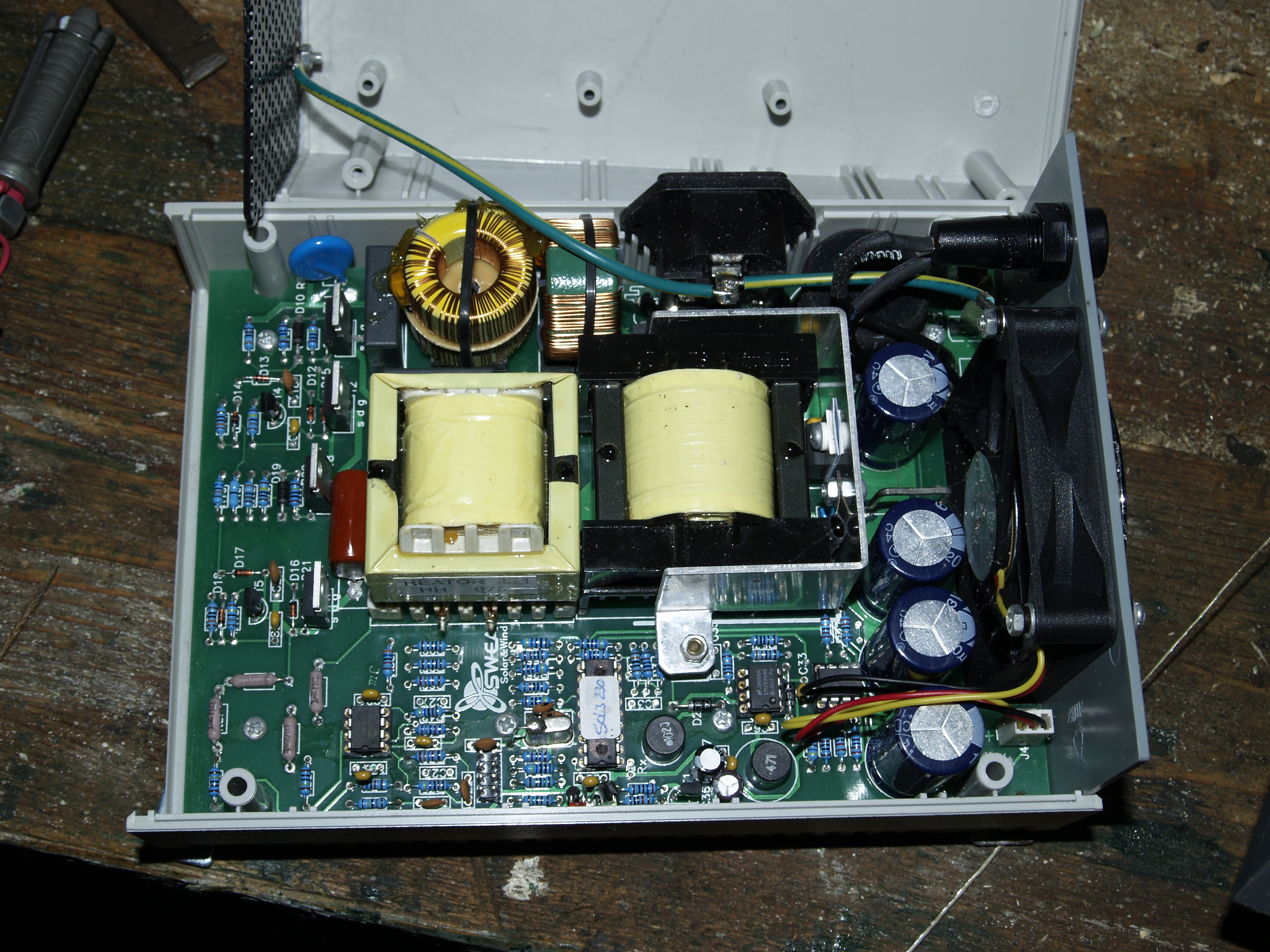
Всередині мережевого інвертора SWEA потужністю 250 Вт, з'єднаного з трансформатором

Мережеві інвертори включають звичайні низькочастотні типи з трансформаторним з'єднанням, новіші високочастотні типи, також з трансформаторним з'єднанням, і безтрансформаторні типи. Замість того, щоб перетворювати постійний струм безпосередньо в змінний, придатний для мережі, високочастотні типи трансформаторів використовують керований комп'ютером процес для перетворення вхідної потужності постійного струму у високочастотний, а потім назад у постійний (DC-DC), а потім у кінцеву вихідну напругу змінного струму, придатну для мережі.
Безтрансформаторні інвертори, популярні в Європі, легші, менші та ефективніші, ніж інвертори з трансформаторами. Але безтрансформаторні інвертори повільно виходять на ринок США через побоювання, що безтрансформаторні інвертори, які не мають гальванічної розв'язки між стороною постійного струму та мережею, можуть вводити небезпечні постійні напруги та струми в мережу в умовах несправності.